# Dokutschajew-Gletscher
Der Dokutschajew-Gletscher (russisch Ледник Докучаева Lednik Dokutschajewa; norwegisch Dokučaevbreen) ist ein 12 km langer Gletscher im Wohlthatmassiv des ostantarktischen Königin-Maud-Lands. Er liegt im nördlichen Abschnitt des Alexander-von-Humboldt-Gebirges.
Russische Wissenschaftler benannten ihn nach dem Geologen, Mineralogen und Geographen Wassili Wassiljewitsch Dokutschajew (1846–1903).